# Верхня Ванйоль
Верхня Ванйо́ль або Верхня Вань-Йоль або Вили́с-Ваньйо́ль або Вили́с-Ван'є́ль (рос. Верхняя Ванъёль, Верхняя Вань-Ёль, Вылыс-Ваньёль, Вылыс-Ванъель) — річка в Республіці Комі, Росія, права притока річки Когель, правої притоки річки Ілич, правої притоки річки Печора. Протікає територією Троїцько-Печорського району.
Річка бере початок із болота Когельнюр (Когелнюр), протікає на південь, південний захід та південний схід.